# Gordon Calthrop Thorne
Gordon Calthrop Thorne, britanski general, * 1897, † 1942.